# トキワツユクサ
トキワツユクサ（常磐露草、学名：Tradescantia fluminensis）はツユクサ科ムラサキツユクサ属の多年草。別名、ノハカタカラクサ（野博多唐草）。

## 分布
南アメリカ原産。日本には昭和初期に観賞用として持ち込まれ、帰化植物として野生化しており、外来生物法により要注意外来生物に指定されている。北アメリカ、ヨーロッパ、オーストラリアにも定着している。

## 特徴
やや湿っている日陰や水辺に生え、群落を形成する。草丈は50cmほど。初夏に白い花弁の三角形の花を3枚咲かせる。